# Ficinia pinguior
Ficinia pinguior är en halvgräsart som beskrevs av Charles Baron Clarke. Ficinia pinguior ingår i släktet Ficinia och familjen halvgräs. Inga underarter finns listade i Catalogue of Life.